# Trái tim và tâm trí (Iraq)

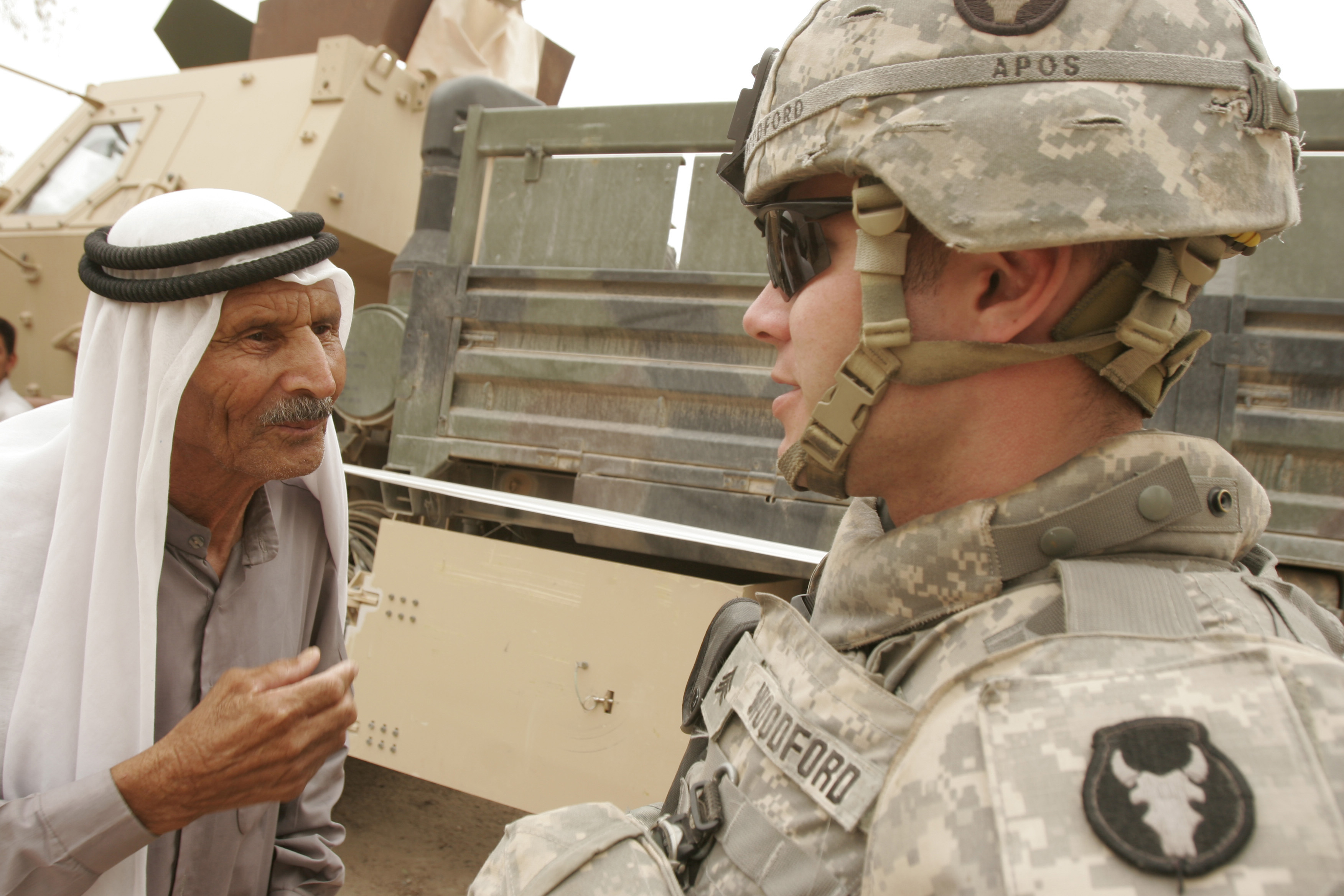
Người lính Lục quân Mỹ đang nói chuyện với người dân địa phương Iraq trong sự kiện giao lưu y tế năm 2007.

"Trái tim và tâm trí" là chiến dịch quan hệ công chúng được nước Mỹ sử dụng trong Chiến tranh Iraq (2003–2011).

## Bối cảnh
Chiến dịch "chinh phục trái tim và tâm trí người Iraq" được thiết lập trước khi chiến tranh bắt đầu. Một nhà hoạch định thuộc Bộ Tư lệnh Trung ương lưu ý rằng hoạt động tâm lý chiến (PSYOP) được lên kế hoạch đóng "vai trò quan trọng ... đối với bất kỳ cuộc xung đột nào ở Iraq và đối với cuộc chiến chống khủng bố". Giới lãnh đạo quân sự cấp cao của Mỹ coi trọng hoạt động này đến mức họ đã làm lại cách thức tiến hành PSYOP liên quan, thường trích dẫn những thất bại trong Chiến dịch Tự do Bền vững, khi phải mất tới hai ngày để đưa PSYOP thông qua quy trình phê duyệt.

## Điều trần
Ngày 15 tháng 6 năm 2004,  Christopher Shays (R-CT), Chủ tịch Tiểu ban An ninh Quốc gia, Hiểm họa Mới nổi và Quan hệ Quốc tế đã tổ chức các phiên điều trần nhằm mục đích xác định "những hành động khắc phục có thể được thực hiện hòng lấy lại lòng tin và sự hợp tác (trái tim và tâm trí) của người dân Iraq, cải thiện thông điệp ngoại giao của công chúng và giúp vạch ra lộ trình cho những nỗ lực trong tương lai tại Iraq". Shays ghi nhận, "Mỹ và các đối tác Liên minh của mình đang cố gắng giành được trái tim và tâm trí của người dân Iraq trong khi cung cấp an ninh quân sự và trợ giúp cho các chương trình cải cách kinh tế và chính trị. Nhưng một số giả định về Iraq đã tỏ ra sai lầm, và một vài quyết định chính sách gây tranh cãi và tạo ra nhiều nghi ngờ hơn là sự tin tưởng vào khả năng và ý định của nước Mỹ".
Buổi điều trần này tập trung vào hai câu hỏi chính: 1. Những quyết định chính sách nào do Chính quyền Lâm thời Liên minh đưa ra đã góp phần thay đổi lòng tin và sự hợp tác của người Iraq? và 2. Mỹ cần thực hiện những động thái nào nhằm lấy lại lòng tin và sự hợp tác của người dân Iraq?